# Euscelidia dorata
Euscelidia dorata là một loài ruồi trong họ Asilidae. Euscelidia dorata được Oldroyd miêu tả năm 1970. Loài này phân bố ở vùng nhiệt đới châu Phi.